# ۸۲ جوی

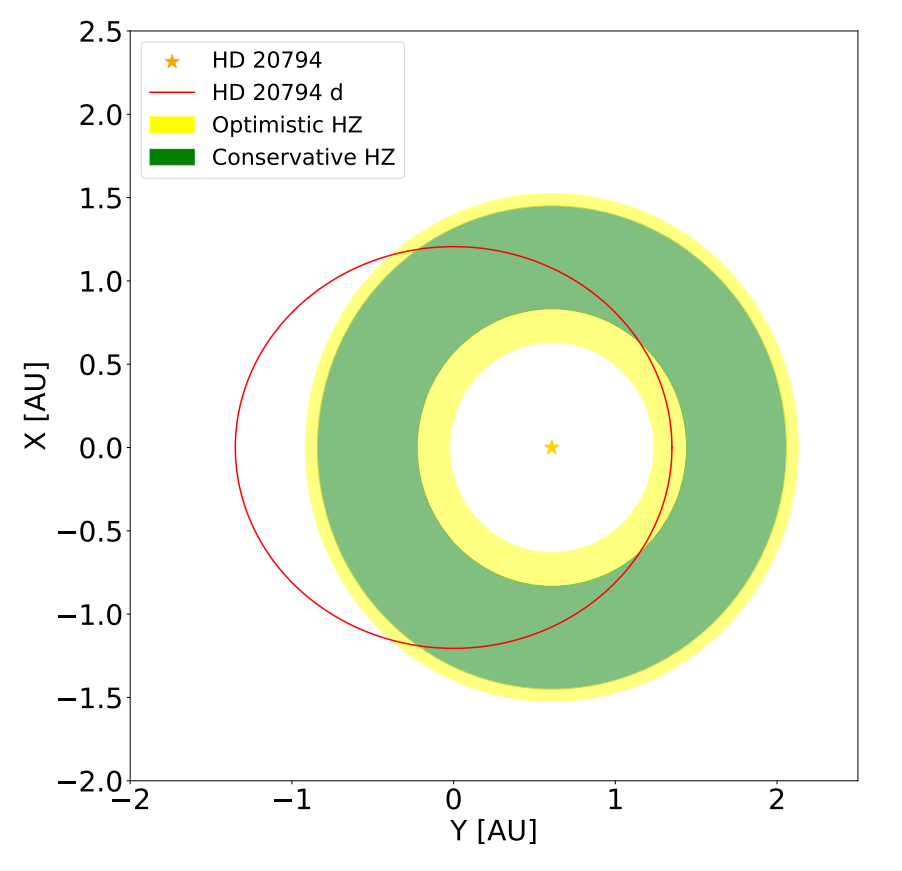
صورت فلکی جوی

۸۲ جوی یک ستاره است که در صورت فلکی جوی قرار دارد.